# Lancaster County (South Carolina)
 For alternative betydninger, se Lancaster County. (Se også artikler, som begynder med Lancaster County)
Lancaster County er et amt i South Carolina i USA med omkring 75.000 indbyggere i 2008 og et areal på 1.437 km². Amtets hovedby er Lancaster.
Geografisk afgrænses amtet mod vest af Catawba-floden og Sugar Creek og mod øst af Lynches-floden. Naboamterne er (også i South Carolina med mindre andet er nævnt):
- Union County, North Carolina (nord)
- Chesterfield County (øst)
- Kershaw County (syd)
- Fairfield County (sydvest)
- York County (vest)
- Chester County (vest)
- Mecklenburg County (nordvest)

## Historie
De første europæiske nybyggere kom fra Lancaster, Pennsylvania, som var opkaldt efter slægten Lancaster, den ene af parterne i de engelske Rosekrige i det 15. århundrede. Da nybyggerne dukkede op i området omkring 1750, gjorde catawba-indianerne krav på området, men snart kom der mange nybyggere, og indianerne måtte acceptere deres invasion. På vejen til området brugte nybyggerne de gamle indianerstier, der snart blev så befærdede, at de udviklede sig til veje.
USAs 7. præsident Andrew Jackson blev født i Lancaster County i 1767.

## Demografi
Etnisk er 71% af amtets befolkning hvide amerikanere, 27% afroamerikanere, ca. 1,5% spansk- eller latinamerikanere, mens øvrige befolkningsgrupper udgør forsvindende andele. Økonomisk er befolkningen i amtet presset, idet omkring 12,8% lever under fattigdomsgrænsen. Arbejdsløsheden er på 17,8%
34°41′N 80°42′V / 34.69°N 80.7°V